# Зундгаген
Зундгаген (нім. Sundhagen) — громада в Німеччині, розташована в землі Мекленбург-Передня Померанія. Входить до складу району Передня Померанія-Рюген. Складова частина об'єднання громад Мільцов.
Площа — 159,33 км2. Населення становить 5232 ос. (станом на 31 грудня 2020).